# Rosie Smith
Rosie Smith es una música de rock y metal conocida por haber sido teclista de la banda inglesa de metal extremo, Cradle of Filth, haciendo aparición por primera vez en el videoclip de "Temptation", el primer sencillo de Thornography. 
Nació en Londres en 1983, y con doce años se trasladó a Dorset. Consiguió un diploma de música en el instituto Weymouth, donde conoció a su primera banda, Jack's Back. En aquel momento también tocaba el saxofón en una banda tributo a Tina Turner. A los 20 años, fue a la universidad de Salford, donde su siguiente banda, Sugalo, fue formada. Poco después conoció a Cradle of Filth y le ofrecieron a tocar con ellos (como sucesora de Martin Powell quien abandonó la banda para seguir estudiando). Aunque Smith no llegó a participar en la grabación de ningún álbum de la banda, fue la teclista en todos los conciertos de la banda desde su llegada en 2005 hasta su salida en 2009; también apareció en los vídeos musicales de "Temptation", "The Foetus Of A New Day Kicking" y "Honey and Sulphur".